# به تو نیاز دارم (ترانه پاریس هیلتون)
«به تو نیاز دارم» (به انگلیسی: I Need You) ترانه‌ای از پاریس هیلتون می‌باشد. مایکل گرین تهیه‌کنندگی این ترانه را بر عهده داشت و آن را به همراه پاریس هیلتون و سیمون ویلکاکس نوشت. این اثر در ۱۴ فوریهٔ سال ۲۰۱۸ از سوی ارس رکوردز به‌صورت دیجیتالی منتشر گردید. نسخه‌ای از این ترانه در سال ۲۰۱۰ به بیرون درز کرده بود، اما هیلتون اعلام کرد که برای تقدیم آن به نامزدش، کریس زیلکا، بخش‌هایی از آواز و موسیقی آن را مجدداً ضبط کرده است. در این بالاد پاپ/دو-وپ از جناس‌های عاشقانه با حال‌وهوای تعطیلات استفاده شده است. گرین در ساخت این اثر از موسیقی دههٔ ۱۹۵۰ الهام گرفته است.